# Madonna col Bambino (Cima da Conegliano Este)
La Madonna col Bambino è un dipinto a olio su tavola di Cima da Conegliano, databile 1504 e conservato nel Museo nazionale atestino di Este. Essa è l'opera pittorica di maggior rilievo all'interno del museo, poiché esso è principalmente dedicato all'archeologia.
L'opera è molto simile alla Madonna col Bambino, sempre di Cima, conservata alla Galleria degli Uffizi di Firenze, anch'essa datata 1504.
La posizione della Madonna in questo dipinto ricorda i quadri di Giovanni Bellini (Madonna col Bambino e le sante Caterina e Maria Maddalena) ed è molto simile a quella delle altre diciannove Madonne dell'artista.

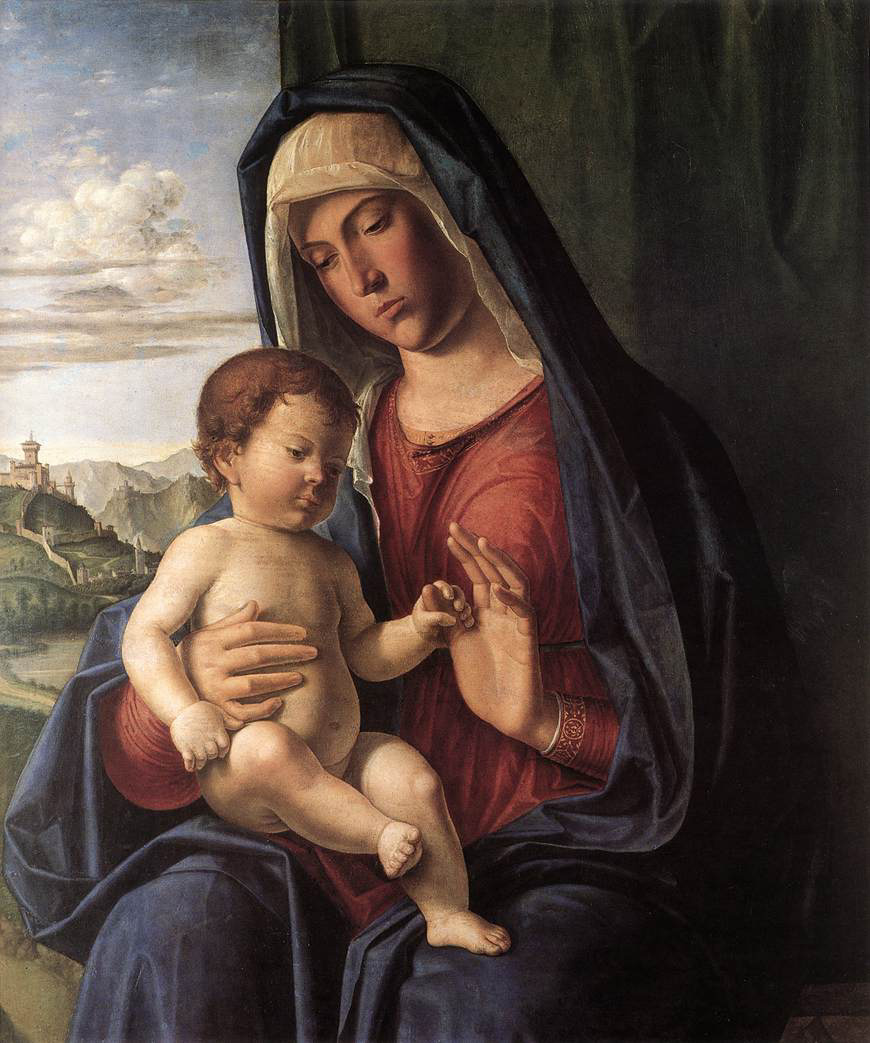
Madonna col Bambino di Firenze